# Jurva
Jurva is een voormalige gemeente in de Finse provincie West-Finland en in de Finse regio Zuid-Österbotten. De gemeente had een totale oppervlakte van 444 km² en telde 4645 inwoners in 2003.
In 2009 ging de gemeente op in Kurikka.

## Sport
In Jurva ligt het Botniaring Racing Circuit.
Ähtäri · Alajärvi · Alavus · Evijärvi · Ilmajoki · Isojoki · Isokyrö · Karijoki · Kauhajoki · Kauhava · Kuortane · Kurikka · Lappajärvi · Lapua · Seinäjoki · Soini · Teuva · Vimpeli
Voormalige gemeenten:
Alahärmä · Jalasjärvi · Jurva · Kortesjärvi · Lehtimäki · Nurmo · Peräseinäjoki · Töysä · Ylihärmä · Ylistaro